# さとうしゅう
さとう しゅう（本名：佐藤修一、1964年5月10日 - ）は、日本のテレビ演出家。宮城県 石越町（現・登米市）生まれ。現在は制作プロダクション「いまじん」の執行役員 第１制作部 部長。過去担当した番組WINに登場したアヒルの人形WINちゃんの生みの親であり、ナレーションを担当した 垂木勉と深く交流を持つ。

## これまで担当の主な番組

### 過去レギュラー番組
- 中井正広のブラックバラエティ（NTV 演出）
- ヒルナンデス!（NTV P、不定期）
- ルドイア☆星惑三第（NTV 最高評議会）
- ブラックワイドショー（NTV  演出）
- WIN☆（NTV 演出）
- THE独占サンデー（バカ一代シリーズ）（NTV  P）
- ロバの耳そうじ（NTV  演出）
- THEチャンプ（NTV  PD）
- 女子アナロッカー室（NTV  PD）
- おもいッきりテレビ(NTV  D)
- i・z(NTV  D)
- 峰竜太のホンの昼メシ前（NTV  D）
- 頑張る!TV（NTV  D）
- あしたP-KAN気分(NTV  D)
- ヤミツキ（CTV  D）
- マチャミの全部いただきっ!（CTV  D）
- 新常識クイズ!目からウロコ（CX  D）
- おはスタ（TX  D）
- わいん好き!!（TX  D）
- HAN-SAM（BS日テレ  P）

### 過去(スペシャル)
- 歴智小五郎（NTV 演出・P）
- 浜田探検部（NTV 演出・P）
- アバター劇場 おしえてくん（NTV 演出・P）
- THE 的中王2（CTV 演出）
- Touch! eco 2008 明日のために…55の挑戦？（NTV 制作進行統括）
- 大ブラックバラエティ 2008・お正月SP（NTV 演出）
- THE 的中王（CTV 演出）
- 24時間テレビ30 新種の深海魚を探せ（NTV  P）
- モクスペ世界めちゃウマ食遺産（NTV/CTV 演出）
- 大ブラックバラエティ 2007（NTV 演出）
- 前ブラックバラエティ 2007（NTV 演出）
- ミッション24（NTV/CTV  総合演出）
- 24時間テレビ29 伝説の宝島は日本にあった 海賊キットの財宝を探せ！（NTV 演出）
- 大ブラックバラエティ 2006（NTV 演出）
- 前ブラックバラエティ 2006（NTV 演出）
- 裏ブラックバラエティ 2006（NTV 演出）
- ファインディングマンモス（NTV  P）
- 24時間テレビ28 坂本龍馬の宝を探せ！（NTV  PD）
- 緊急生中継!全国犯罪捜査網Vol  1〜8（NTV  D）
- 衝撃の臨死体験　Part 1・2（NTV  D）
- ロバ耳大そうじスペシャル（NTV  演出）
- スーパースペシャル特別版今夜明らかになる!史上最強のグルメ伝説（NTV  演出）
- スーパースペシャル特別版歴史と謎のミステリー　運命の食卓（NTV  演出）
- 野村沙知代のコロッケ・マリアンも私に着いてきなさい（NTV  演出）
- 親バカ研ナオコに喝！真夏ケアンズでヒロミの男塾（NTV  演出）
- 京都でコロッケ仰天!カイヤ&マリアン爆笑世紀末ツアー（NTV  演出）
- 研ナオコ・志村けんマル秘若返り台湾の旅（NTV  P）
- 春は女子アナ大激突!ニュースの女王決定戦!!（NTV 演出）
- スーパースペシャル　 テレビを一番見てる人決定戦（NTV 演出）
- 今さら人に聞けない…　大人のIT講座（NTV 演出）
- 生・女子アナロッカー室（NTV 演出）
- 魅惑のドイツで大変身!アンナ&こぶ平の一発奮起2000キロ（STV 演出）
- みのVS美女 ぶらりジャンケン旅・北海道（STV 演出）
- みのVS美女 ぶらりジャンケン旅・京都（STV 演出）
- 東北・北海道14温泉対抗　美人女将湯けむり対決（YBC  演出）

## イベント・舞台 演出
- 第31回東京モーターショー HONDAメインブース（マルチ映像演出）
- 八代亜紀20周年パーティー（マルチ映像演出）
- ブラックワイドショー舞台　合同研修会（演出）

## 局内メディアコンテンツ
- 第三惑星 第二ラヂオ（第2日テレ 演出）
- ルドイア☆星惑三第（第2日テレ P）

## DVD
- 小学館図鑑NEO DVD「動物・恐竜・昆虫・花」（演出）
- ルドイア☆星惑三第 VOL 7（VAP・最高評議会）
- ルドイア☆星惑三第 VOL 6（VAP・最高評議会）
- ルドイア☆星惑三第 VOL 4・5（VAP・最高評議会）
- ルドイア☆星惑三第 VOL 2・3（VAP・最高評議会）
- ルドイア☆星惑三第 VOL 1（VAP・最高評議会）
- 第三惑星放送協会 合同剣修会（VAP・演出）
- 第三惑星放送協会　惑星通達モハ2-135号（VAP・演出）

## CM・VP
- ポニーキャニオン（演出）
- 新日本証券会社案内（演出）
- 中央大学「キャンパスストーリー」（演出）

## フィルム
- 映画・カルウシムは命の炎（監督）

## コンテンツ事業
- 1分で出来る!佳代ちゃんの人生のびのび体操（P）
- INORIプロジェクト（EP）　~他